# 锐角槭
锐角槭（学名：Acer acutum）为槭树科槭属下的一个种。

## 扩展阅读
- 維基物種上的相關：锐角槭